# Condat-sur-Trincou
Pour les articles homonymes, voir Condat.
Condat-sur-Trincou est une commune française située dans le département de la Dordogne, en région Nouvelle-Aquitaine.

## Géographie

### Généralités
Dans le nord du département de la Dordogne, la commune de Condat-sur-Trincou est arrosée par la Côle et par son affluent le Trincou.
Dominant d'une trentaine de mètres la vallée du Trincou, le bourg de Condat-sur-Trincou est situé cinq kilomètres à l'est-nord-est de Brantôme et seize kilomètres au sud-sud-est de Nontron.
La commune est traversée par les routes départementales (RD) 3, 74 et 78 et bordée par la RD 83.
Entre Champagnac-de-Belair et Brantôme en Périgord, le sentier de grande randonnée GR 361 (qui reprend une partie de l'ancien tracé du GR 654) traverse le territoire communal sur six kilomètres, passant par le bourg.

### Communes limitrophes
Condat-sur-Trincou est limitrophe de trois autres communes. Au nord-est, le territoire de Villars est distant de moins de 700 mètres.
|                      | Champagnac-de-Belair |                     |
|                      | Condat-sur-Trincou   | La Chapelle-Faucher |
| Brantôme en Périgord |                      |                     |

### Géologie et relief

#### Géologie
Situé sur la plaque nord du Bassin aquitain et bordé à son extrémité nord-est par une frange du Massif central, le département de la Dordogne présente une grande diversité géologique. Les terrains sont disposés en profondeur en strates régulières, témoins d'une sédimentation sur cette ancienne plate-forme marine. Le département peut ainsi être découpé sur le plan géologique en quatre gradins différenciés selon leur âge géologique. Condat-sur-Trincou est située dans le troisième gradin à partir du nord-est, un plateau formé de calcaires hétérogènes du Crétacé.
Les couches affleurantes sur le territoire communal sont constituées de formations superficielles du Quaternaire datant du Cénozoïque et de roches sédimentaires du Mésozoïque. La formation la plus ancienne, notée c2b, date du Turonien inférieur à moyen, composée de calcaire graveleux, puis calcaires crayeux bioclastiques à rudistes passant latéralement à des calcarénites. La formation la plus récente, notée CFvs, fait partie des formations superficielles de type colluvions carbonatées de vallons secs : sable limoneux à débris calcaires et argile sableuse à débris. Le descriptif de ces couches est détaillé dans  les feuilles « no 734 - Nontron » et « no 735 - Thiviers » de la carte géologique au 1/50 000 de la France métropolitaine, et leurs notices associées,.

Carte géologique de Condat-sur-Trincou.

#### Relief et paysages
Le département de la Dordogne se présente comme un vaste plateau incliné du nord-est (491 m, à la forêt de Vieillecour dans le Nontronnais, à Saint-Pierre-de-Frugie) au sud-ouest (2 m à Lamothe-Montravel). L'altitude du territoire communal varie quant à elle entre 104 m et 208 m,.
Dans le cadre de la Convention européenne du paysage entrée en vigueur en France le 1er juillet 2006, renforcée par la loi du 8 août 2016 pour la reconquête de la biodiversité, de la nature et des paysages, un atlas des paysages de la Dordogne a été élaboré sous maîtrise d’ouvrage de l’État et publié en octobre 2020. Les paysages du département s'organisent en huit unités paysagères et 14 sous-unités. La commune fait partie du Périgord central, un paysage vallonné, aux horizons limités par de nombreux bois, plus ou moins denses, parsemés de prairies et de petits champs.
La superficie cadastrale de la commune publiée par l'Insee, qui sert de référence dans toutes les statistiques, est de 16,54 km2,,. La superficie géographique, issue de la BD Topo, composante du Référentiel à grande échelle produit par l'IGN, est quant à elle de 17,19 km2.

### Hydrographie

#### Réseau hydrographique
La commune est située dans le bassin de la Dordogne au sein du Bassin Adour-Garonne. Elle est drainée par la Dronne, la Côle et le Trincou, qui constituent un réseau hydrographique de 10,5 km de longueur totale,.
La Dronne, d'une longueur totale de 200,56 km, prend sa source dans la Haute-Vienne dans la commune de Bussière-Galant et se jette en rive droite de l'Isle — dont elle est le principal affluent — à Coutras en Gironde, au lieu-dit la Fourchée, face à la commune de Sablons,. Elle borde la commune à l'ouest sur près d'un kilomètre et demi.
La Côle, d'une longueur totale de 51,53 km, prend sa source dans la commune de Firbeix et se jette dans la Dronne en rive gauche, en limite de Brantôme en Périgord et de Condat-sur-Trincou, à l'ouest de Saint-Laurent. Elle traverse la commune d'est en ouest sur près de cinq kilomètres et demi, lui servant de limite sur près de deux kilomètres et demi face à La Chapelle-Faucher et Brantôme en Périgord.
Le Trincou, d'une longueur totale de 16,55 km, prend sa source dans la commune de Milhac-de-Nontron et se jette dans la Côle en rive droite à Condat-sur-Trincou,. Il arrose la commune du nord à l'ouest sur quatre kilomètres.

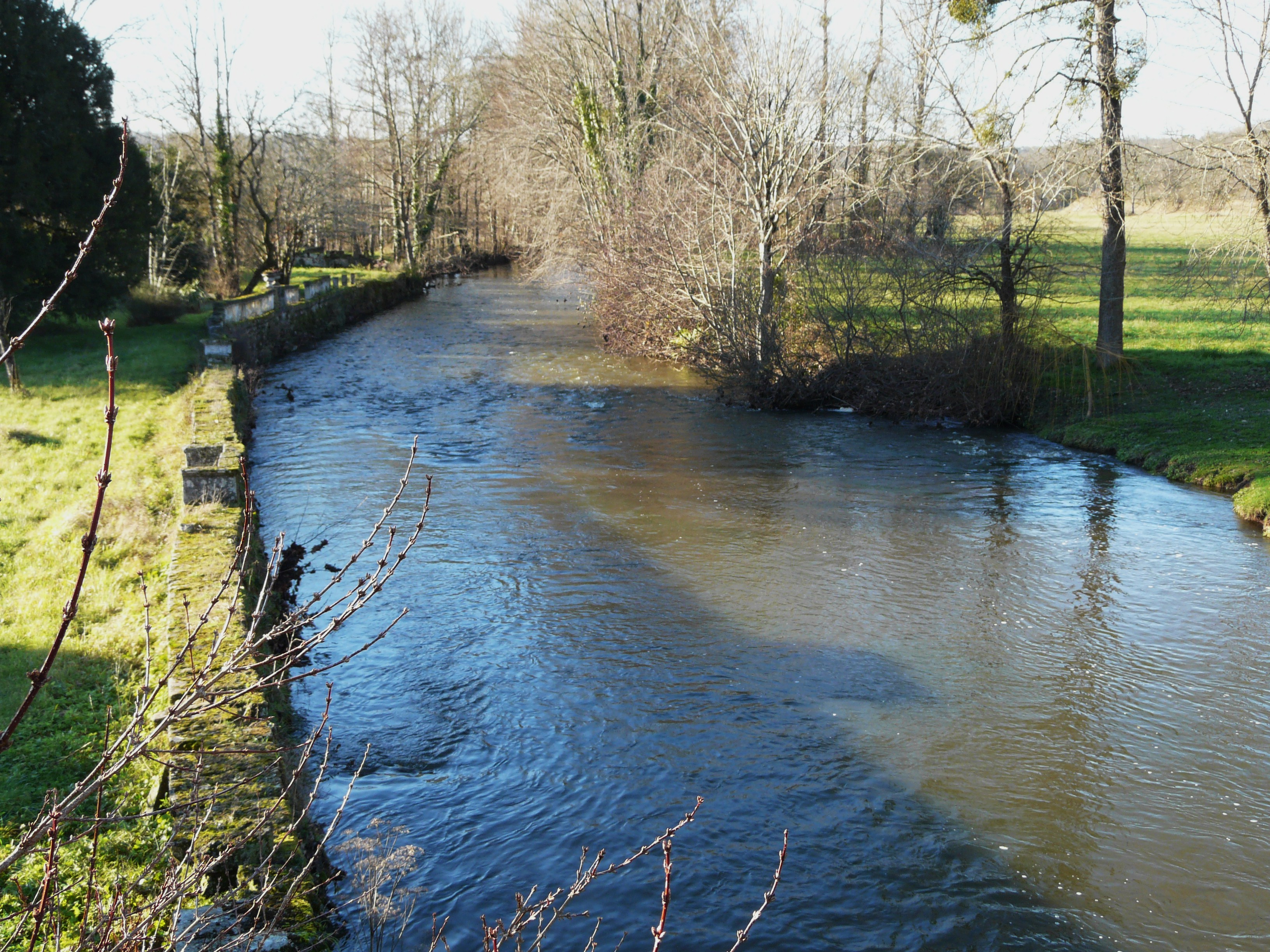
La Côle à Valade.
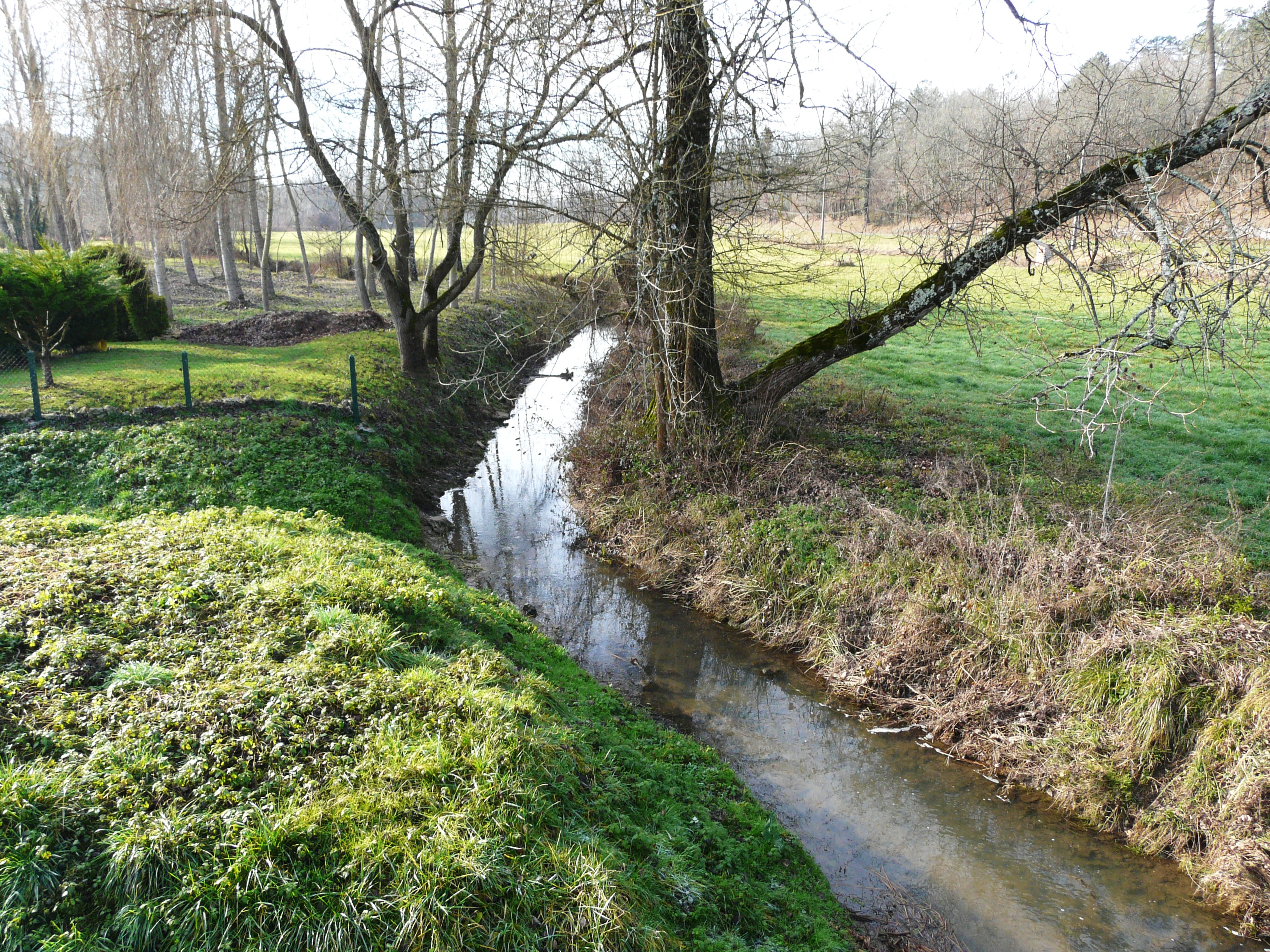
Le Trincou entre les Guillaumies et le bourg.
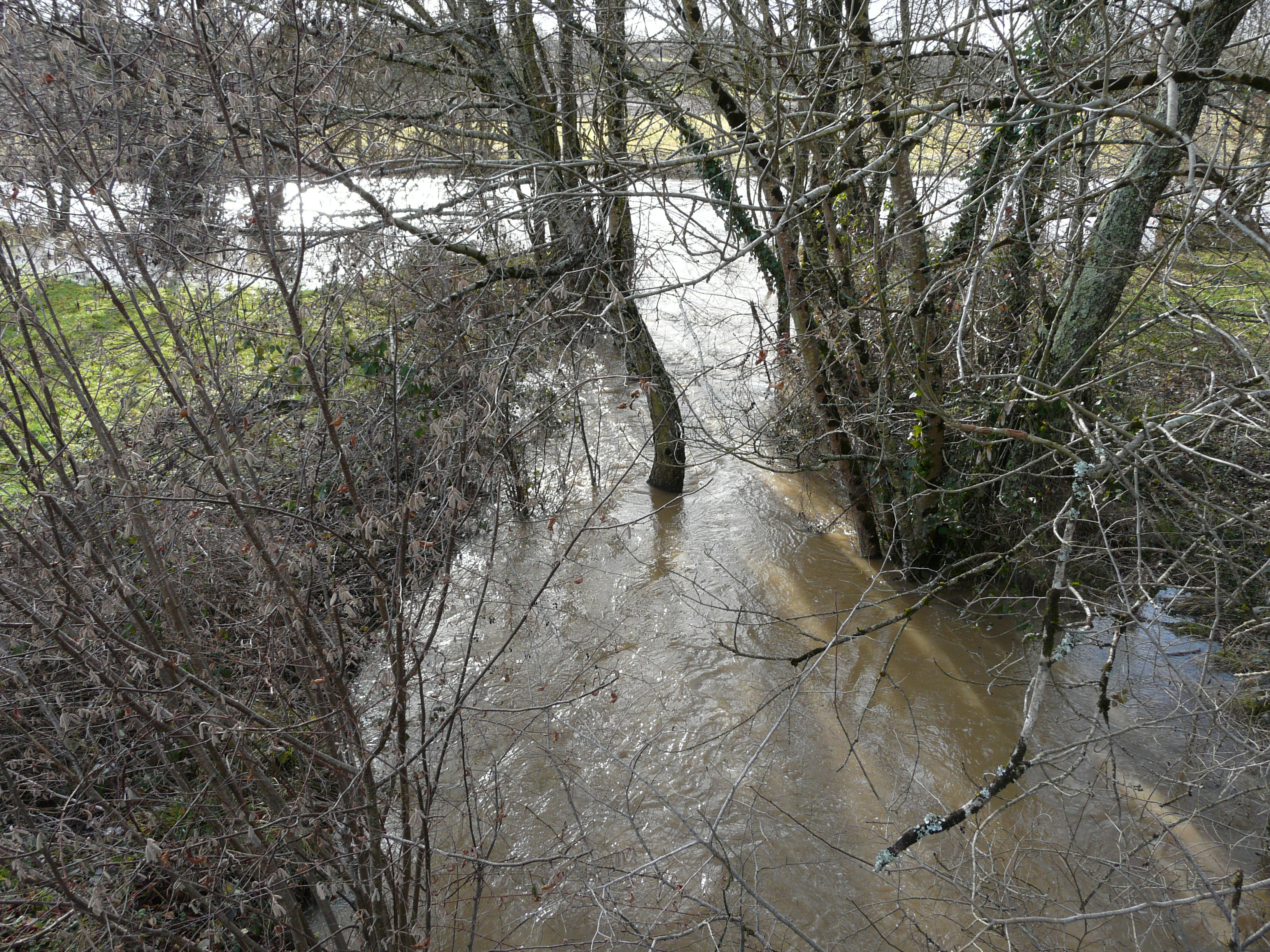
La confluence du Trincou (au premier plan) et de la Côle, en période de crues.
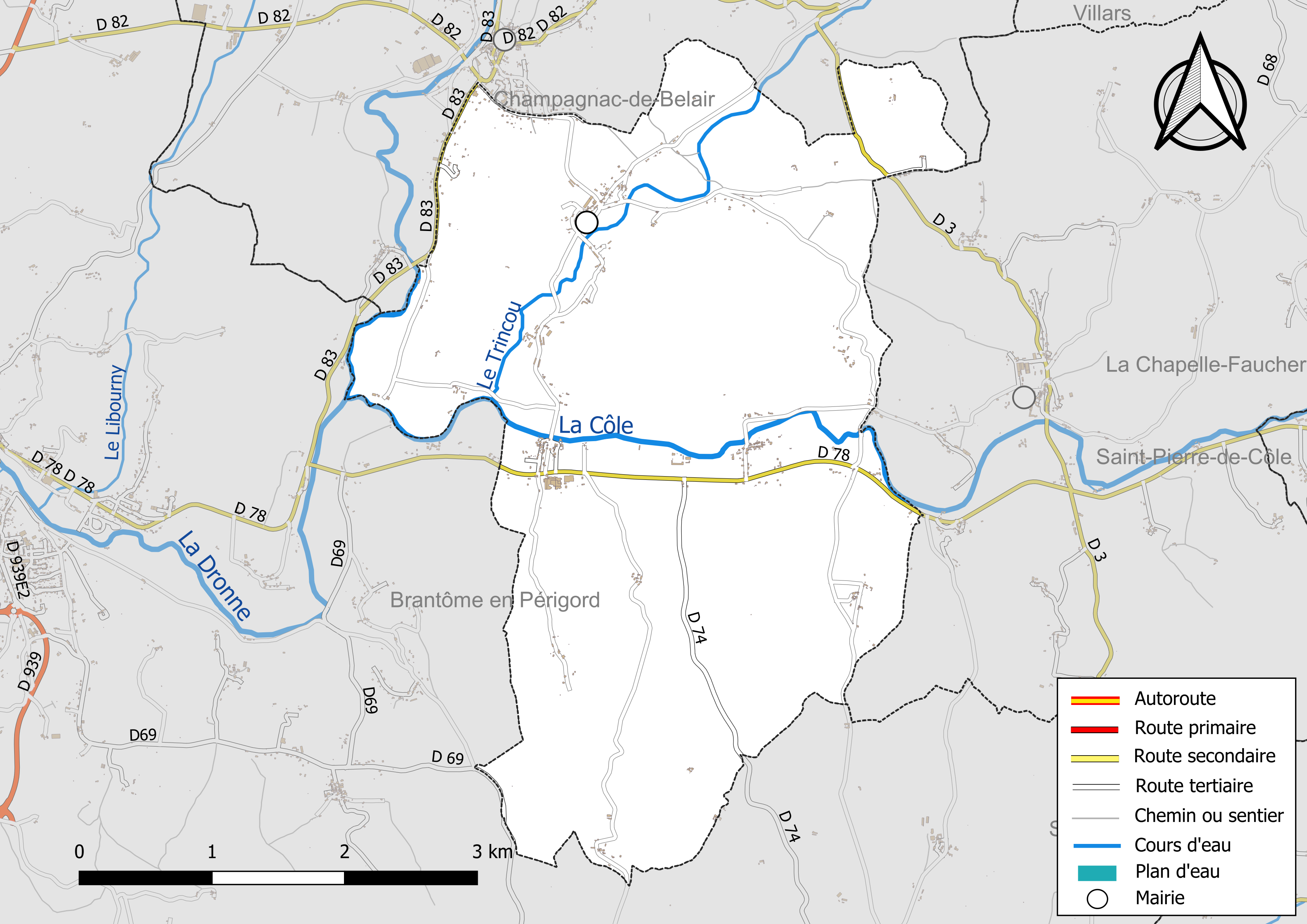
Réseaux hydrographique et routier de Condat-sur-Trincou.

#### Gestion et qualité des eaux
Le territoire communal est couvert par le schéma d'aménagement et de gestion des eaux (SAGE) « Isle - Dronne ». Ce document de planification, dont le territoire regroupe les bassins versants de l'Isle et de la Dronne, d'une superficie de 7 500 km2, a été approuvé le 2 août 2021. La structure porteuse de l'élaboration et de la mise en œuvre est l'établissement public territorial de bassin de la Dordogne (EPIDOR). Il définit sur son territoire les objectifs généraux d’utilisation, de mise en valeur et de protection quantitative et qualitative des ressources en eau superficielle et souterraine, en respect des objectifs de qualité définis dans le troisième SDAGE  du Bassin Adour-Garonne qui couvre la période 2022-2027, approuvé le 10 mars 2022.
La qualité des eaux de baignade et des cours d’eau peut être consultée sur un site dédié géré par les agences de l’eau et l’Agence française pour la biodiversité.

### Climat
Pour des articles plus généraux, voir Climat de la Nouvelle-Aquitaine et Climat de la Dordogne.
En 2010, le climat de la commune est de type climat océanique altéré, selon une étude s'appuyant sur une série de données couvrant la période 1971-2000. En 2020, Météo-France publie une typologie des climats de la France métropolitaine dans laquelle la commune est toujours exposée à un climat océanique altéré et est dans la région climatique  Aquitaine, Gascogne, caractérisée par une pluviométrie abondante au printemps, modérée en automne, un faible ensoleillement au printemps, un été chaud (19,5 °C), des vents faibles, des brouillards fréquents en automne et en hiver et des orages fréquents en été (15 à 20 jours).
Pour la période 1971-2000, la température annuelle moyenne est de 12,1 °C, avec  une amplitude thermique annuelle de 15,1 °C. Le cumul annuel moyen de précipitations est de 934 mm, avec 12,8 jours de précipitations en janvier et 7 jours en juillet. Pour la période 1991-2020, la température moyenne annuelle observée sur la station météorologique la plus proche, située sur la commune de Coulounieix-Chamiers à 22 km à vol d'oiseau, est de 13,1 °C et le cumul annuel moyen de précipitations est de 912,2 mm,. Pour l'avenir, les paramètres climatiques de la commune estimés pour 2050 selon différents scénarios d’émission de gaz à effet de serre sont consultables sur un site dédié publié par Météo-France en novembre 2022.

## Urbanisme

### Typologie
Au 1er janvier 2024, Condat-sur-Trincou est catégorisée commune rurale à habitat dispersé, selon la nouvelle grille communale de densité à 7 niveaux définie par l'Insee en 2022.
Elle est située hors unité urbaine et hors attraction des villes,.

### Occupation des sols
L'occupation des sols de la commune, telle qu'elle ressort de la base de données européenne d’occupation biophysique des sols Corine Land Cover (CLC), est marquée par l'importance des forêts et milieux semi-naturels (52,3 % en 2018), une proportion sensiblement équivalente à celle de 1990 (51,5 %). La répartition détaillée en 2018 est la suivante : 
forêts (52,3 %), zones agricoles hétérogènes (31,1 %), terres arables (9,2 %), prairies (6,9 %), zones urbanisées (0,5 %). L'évolution de l’occupation des sols de la commune et de ses infrastructures peut être observée sur les différentes représentations cartographiques du territoire : la carte de Cassini (XVIIIe siècle), la carte d'état-major (1820-1866) et les cartes ou photos aériennes de l'IGN pour la période actuelle (1950 à aujourd'hui).

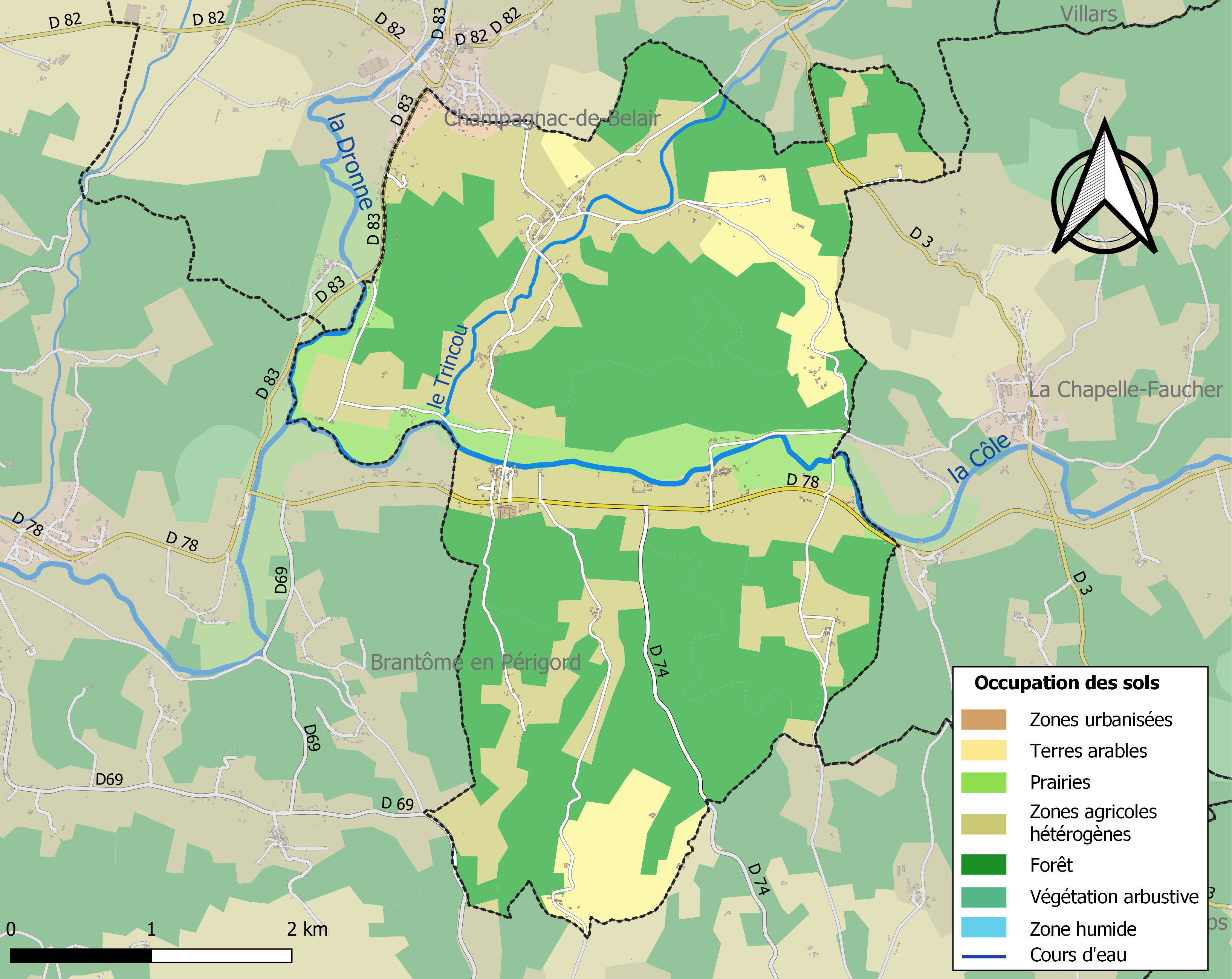
Carte des infrastructures et de l'occupation des sols de la commune en 2018 (CLC).

### Prévention des risques
Le territoire de la commune de Condat-sur-Trincou est vulnérable à différents aléas naturels : météorologiques (tempête, orage, neige, grand froid, canicule ou sécheresse), inondations, feux de forêts, mouvements de terrains et séisme (sismicité très faible). Un site publié par le BRGM permet d'évaluer simplement et rapidement les risques d'un bien localisé soit par son adresse soit par le numéro de sa parcelle.
Certaines parties du territoire communal sont susceptibles d’être affectées par le risque d’inondation par débordement de cours d'eau, notamment la Côle, la Dronne et le Trincou. La commune a été reconnue en état de catastrophe naturelle au titre des dommages causés par les inondations et coulées de boue survenues en 1982, 1983, 1988, 1993 et 1999,. Le risque inondation est pris en compte dans l'aménagement du territoire de la commune par le biais du plan de prévention des risques inondation (PPRI) de la « vallée de la Dronne », couvrant 19 communes et approuvé le 31 janvier 2014, pour les crues de la Dronne,.
Condat-sur-Trincou est exposée au risque de feu de forêt. L’arrêté préfectoral du 14 mars 2013 fixe les conditions de pratique des incinérations et de brûlage dans un objectif de réduire le risque de départs d’incendie. À ce titre, des périodes sont déterminées : interdiction totale du 15 février au 15 mai et du 15 juin au 15 octobre, utilisation réglementée du 16 mai au 14 juin et du 16 octobre au 14 février. En septembre 2020, un plan inter-départemental de protection des forêts contre les incendies (PidPFCI) a été adopté pour la période 2019-2029,.

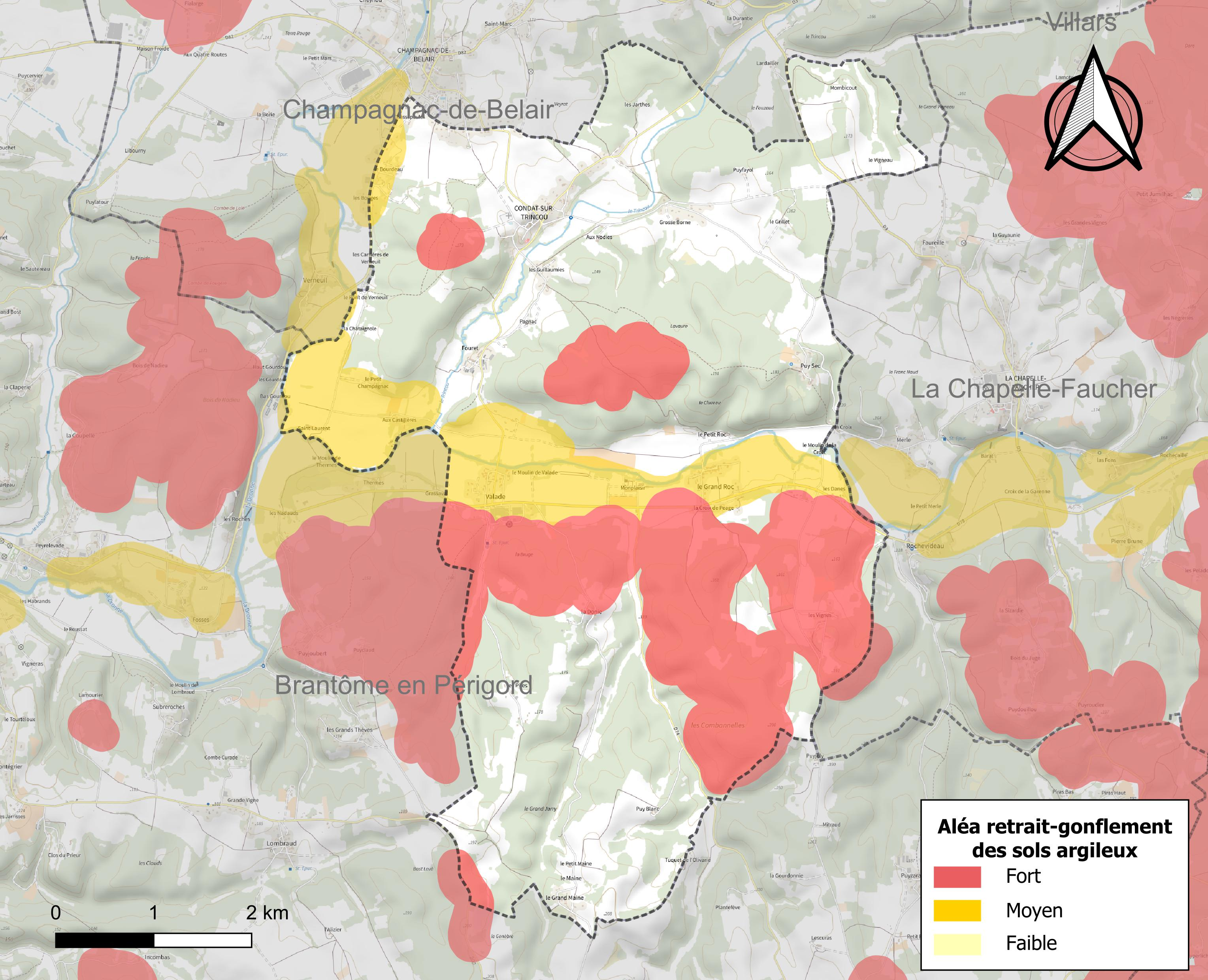
Carte des zones d'aléa retrait-gonflement des sols argileux de Condat-sur-Trincou.

Les mouvements de terrains susceptibles de se produire sur la commune sont des affaissements et effondrements liés aux cavités souterraines (hors mines) et des tassements différentiels. Afin de mieux appréhender le risque d’affaissement de terrain, un inventaire national permet de localiser les éventuelles cavités souterraines sur la commune. Le retrait-gonflement des sols argileux est susceptible d'engendrer des dommages importants aux bâtiments en cas d’alternance de périodes de sécheresse et de pluie. 35,3 % de la superficie communale est en aléa moyen ou fort (58,6 % au niveau départemental et 48,5 % au niveau national métropolitain). Depuis le 1er octobre 2020, en application de la loi ÉLAN, différentes contraintes s'imposent aux vendeurs, maîtres d'ouvrages ou constructeurs de biens situés dans une zone classée en aléa moyen ou fort,.
La commune a été reconnue en état de catastrophe naturelle au titre des dommages causés par la sécheresse en 1989 et 2003 et par des mouvements de terrain en 1999.

## Toponymie
La mention la plus ancienne connue du lieu est relevée dans le cartulaire de l'abbaye de Chancelade en l'an 1175 sous la forme Condat. En 1365, il est identifié comme Condatum prope Brantholmum (Condat près de Brantôme). Le nom actuel apparaît en 1670 mais n'est pas fixé, les registres paroissiaux des XVIIe et XVIIIe siècles mentionnant Condat de Drone et l'appellation Condat sur Cole figurant en 1884. Sur la carte de Cassini représentant la France entre 1756 et 1789, le village est identifié sous le nom de Condac. Le nom actuel a été officialisé en février 1906.
Le nom du lieu dérive du gaulois Condáte, lui-même issu du terme préceltique Condate, utilisé pour désigner un confluent. Il peut s'agir du confluent de la Côle et du Trincou, ou de celui de la Côle et de la Dronne, à respectivement un kilomètre et demi et deux kilomètres et demi du bourg. Le suffixe est devenu -at après amuïssement du -e final. La deuxième partie du nom se réfère au Trincou, l'un des principaux affluents de la Côle.
En occitan, la commune porte le nom de Condat de Trencor,.

## Histoire
Le territoire de la commune a été occupé au Néolithique comme l'attestent le dolmen et le menhir de Fouret.
Le pied de la falaise du bourg a révélé des tombes barbares et des habitations troglodytiques.
Au XIIe siècle, Condat était le siège d'un archiprêtré qui a été transféré au siècle suivant à Champagnac, Condat devenant alors l'une des vingt-sept paroisses qui en dépendaient.
En 1377, lors de la guerre de Cent Ans, le connétable du Guesclin assiégea les Anglais qui tenaient le château de Condat, un ancien repaire noble dépendant de la châtellenie de Nontron.

## Politique et administration

### Rattachements administratifs et électoraux
Dès 1790, la commune est rattachée du canton de Champagnac-de-Belair — appelé dans un premier temps canton de Champagnac, puis de Champagnac-de-Bel-Air — qui dépend du district de Nontron jusqu'en 1795, date de suppression des districts. En 1801, le canton dépend de l'arrondissement de Nontron.
Dans le cadre de la réforme de 2014 définie par le décret du 21 février 2014, ce canton disparaît aux élections départementales de mars 2015. La commune est alors rattachée au canton de Brantôme, renommé canton de Brantôme en Périgord en 2020.

### Administration municipale
La population de la commune étant comprise entre 100 et 499 habitants au recensement de 2017, onze conseillers municipaux ont été élus en 2020,.

### Liste des maires
| Période                                  | Période       | Identité                            | Étiquette | Qualité                            |
| ---------------------------------------- | ------------- | ----------------------------------- | --------- | ---------------------------------- |
| Les données manquantes sont à compléter. |               |                                     |           |                                    |
|                                          |               |                                     |           |                                    |
| (1880 ou avant)                          | janvier 1881  | Louis Grandcoing                    |           |                                    |
| janvier 1881                             | 1889          | Victorin Martin                     |           |                                    |
| août 1889                                | mai 1892      | Eugène de Beaupoil de Saint-Aulaire |           |                                    |
| mai 1892                                 | 1929          | Aymard de Beaupoil de Saint-Aulaire |           |                                    |
| mai 1929                                 | décembre 1931 | Jean-Baptiste Neyrat                |           |                                    |
| décembre 1931                            | janvier 1932  | Délégation spéciale                 |           |                                    |
| janvier 1932                             | février 1946  | Alfred Roussarie                    |           |                                    |
| février 1946                             | octobre 1947  | André Beaufils                      |           | Adjoint faisant fonctions de maire |
| octobre 1947                             | mars 1977     | André Beaufils                      |           |                                    |
| mars 1977                                | mars 1995     | Jean Arsène Theil                   | PS        |                                    |
| mars 1995                                | mars 2008     | René Tarade                         |           |                                    |
| mars 2008                                | février 2018  | François Thomas                     | SE        | Retraité d'EDF                     |
| février 2018                             | avril 2018    | Francis Millaret                    |           | Adjoint faisant fonctions de maire |
| avril 2018 (réélu en mai 2020)           | En cours      | Francis Millaret                    | DVG       | Ancien employé                     |

## Équipements et services publics

### Enseignement
En 2012, Condat-sur-Trincou est organisée en regroupement pédagogique intercommunal (RPI) avec les communes de Champagnac-de-Belair et Cantillac au niveau des classes de maternelle et de primaire. Les classes sont assurées en totalité à Champagnac-de-Belair.

### Justice
Dans le domaine judiciaire, Condat-sur-Trincou relève : 
- du tribunal judiciaire, du tribunal pour enfants, du conseil de prud'hommes et du tribunal de commerce de Périgueux ;
- du pôle Nationalité du tribunal judiciaire de Périgueux (compétent uniquement dans le domaine de la nationalité) ;
- de la cour d'appel, du tribunal administratif et de la  cour administrative d'appel de Bordeaux.

## Population et société

### Démographie
Les habitants de Condat-sur-Trincou se nomment les Condacois.
L'évolution du nombre d'habitants est connue à travers les recensements de la population effectués dans la commune depuis 1793. Pour les communes de moins de 10 000 habitants, une enquête de recensement portant sur toute la population est réalisée tous les cinq ans, les populations de référence des années intermédiaires étant quant à elles estimées par interpolation ou extrapolation. Pour la commune, le premier recensement exhaustif entrant dans le cadre du nouveau dispositif a été réalisé en 2007.

En 2022, la commune comptait 495 habitants, en évolution de +4,43 % par rapport à 2016 (Dordogne : +0,37 %, France hors Mayotte : +2,11 %).
| 1793 | 1800 | 1806 | 1821 | 1831 | 1836 | 1841 | 1846 | 1851 |
| ---- | ---- | ---- | ---- | ---- | ---- | ---- | ---- | ---- |
| 566  | 550  | 460  | 640  | 657  | 700  | 669  | 689  | 686  |

| 1856 | 1861 | 1866 | 1872 | 1876 | 1881 | 1886 | 1891 | 1896 |
| ---- | ---- | ---- | ---- | ---- | ---- | ---- | ---- | ---- |
| 719  | 778  | 760  | 645  | 692  | 701  | 653  | 611  | 612  |

| 1901 | 1906 | 1911 | 1921 | 1926 | 1931 | 1936 | 1946 | 1954 |
| ---- | ---- | ---- | ---- | ---- | ---- | ---- | ---- | ---- |
| 592  | 640  | 594  | 504  | 472  | 492  | 443  | 406  | 410  |

| 1962 | 1968 | 1975 | 1982 | 1990 | 1999 | 2006 | 2007 | 2012 |
| ---- | ---- | ---- | ---- | ---- | ---- | ---- | ---- | ---- |
| 391  | 386  | 352  | 325  | 376  | 407  | 478  | 488  | 469  |

| 2017 | 2022 | - | - | - | - | - | - | - |
| ---- | ---- | - | - | - | - | - | - | - |
| 480  | 495  | - | - | - | - | - | - | - |

Oscillant entre 500 et 800 habitants depuis la Révolution (avec un maximum à 778 en 1861) jusqu'à la veille de la première Guerre mondiale, la population de la commune a ensuite décru régulièrement pour atteindre son minimum en 1982 avec 325 habitants. Depuis, elle a augmenté et est repassée au-dessus de 400 habitants.

## Économie

### Emploi
En 2015, parmi la population communale comprise entre 15 et 64 ans, les actifs représentent 220 personnes, soit 47,1 % de la population municipale. Le nombre de chômeurs (vingt-six) est resté inchangé par rapport à 2010 et le taux de chômage de cette population active s'établit à 11,9 %.

### Établissements
Au 31 décembre 2015, la commune compte trente-deux établissements, dont seize au niveau des commerces, transports ou services, six dans l'agriculture, la sylviculture ou la pêche, six dans la construction, trois relatifs au secteur administratif, à l'enseignement, à la santé ou à l'action sociale, et un dans l'industrie.

### Entreprises
Créée en 1984 sur la commune, la société « Martine spécialités » (pâtisserie industrielle) change de nom et devient en 2016 « Mademoiselle desserts », employant 430 personnes sur le site, en plus de saisonniers. Son usine fabrique chaque année 28 000 tonnes de produits dont 10 % partent à l'exportation.

## Culture locale et patrimoine

### Lieux et monuments
- Grotte de la Croix, grotte ornée de gravures préhistoriques.
- Dolmen de Peyrelevade (ou de Fouret), classé monument historique depuis 1960.
- Église Saint-Étienne, romane  du XIIe siècle, inscrite aux monuments historiques depuis 1948
- Château des Castillères, XVIIIe siècle, propriété privée[71].
- Château de Condat, XIIIe au XVe siècle, propriété privée[72].
- Château de Montplaisir, tour du XVe siècle et logis des XVIIIe et XIXe siècles, propriété privée[73].

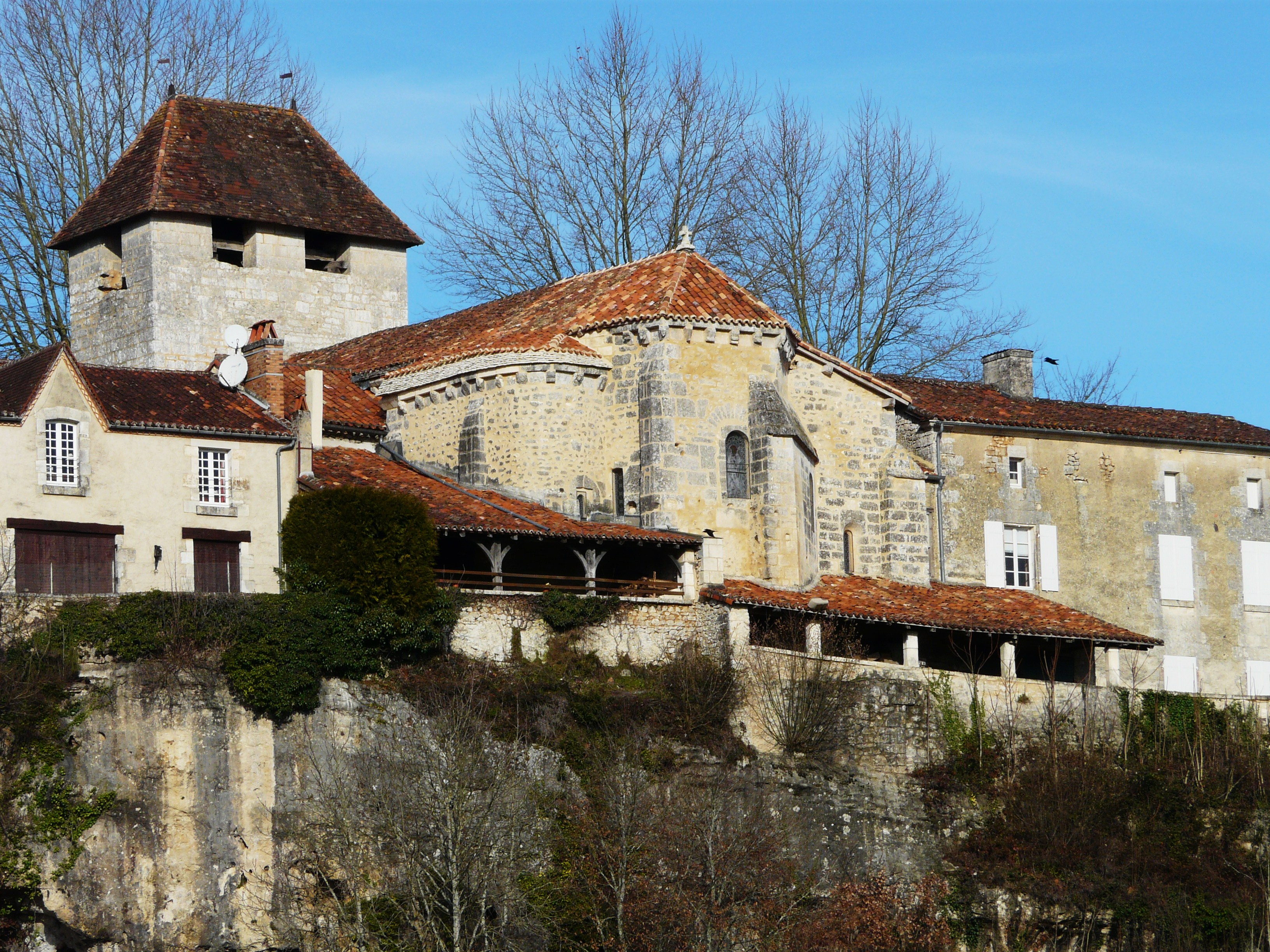
L'église Saint-Étienne
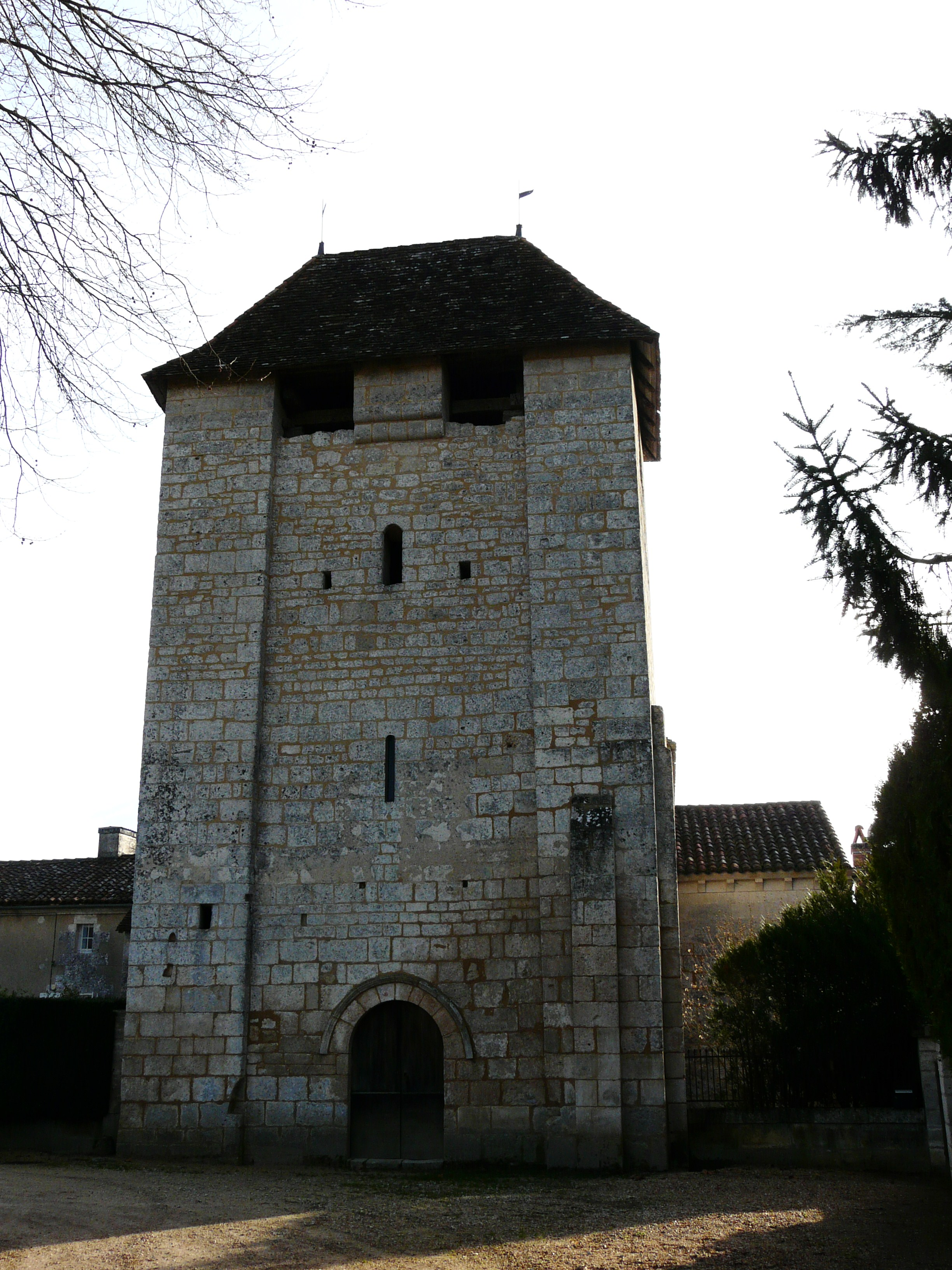
Le clocher-porche de l'église
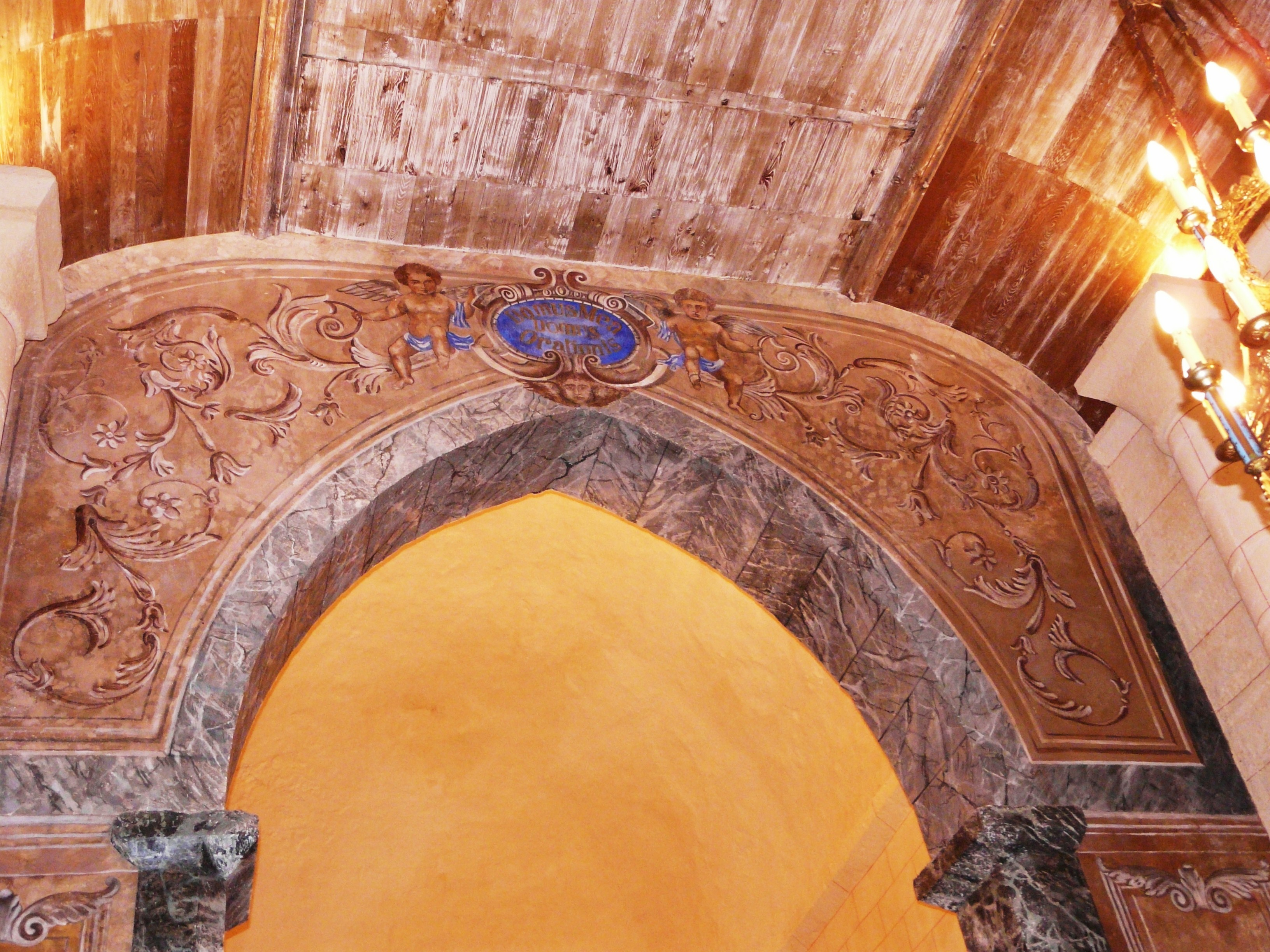
Fresques entre la nef et le chœur de l'église
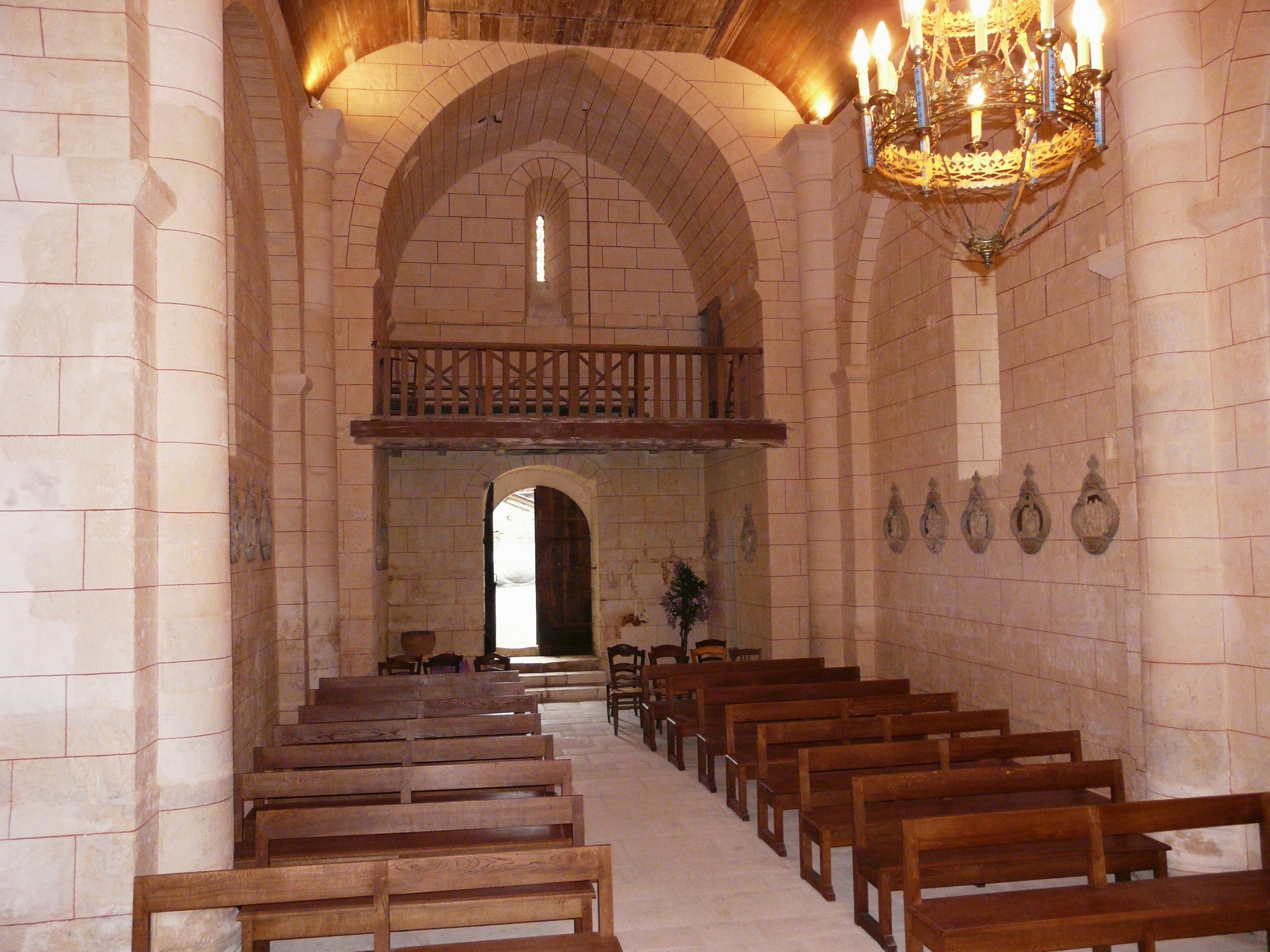
La nef et la tribune de l'église
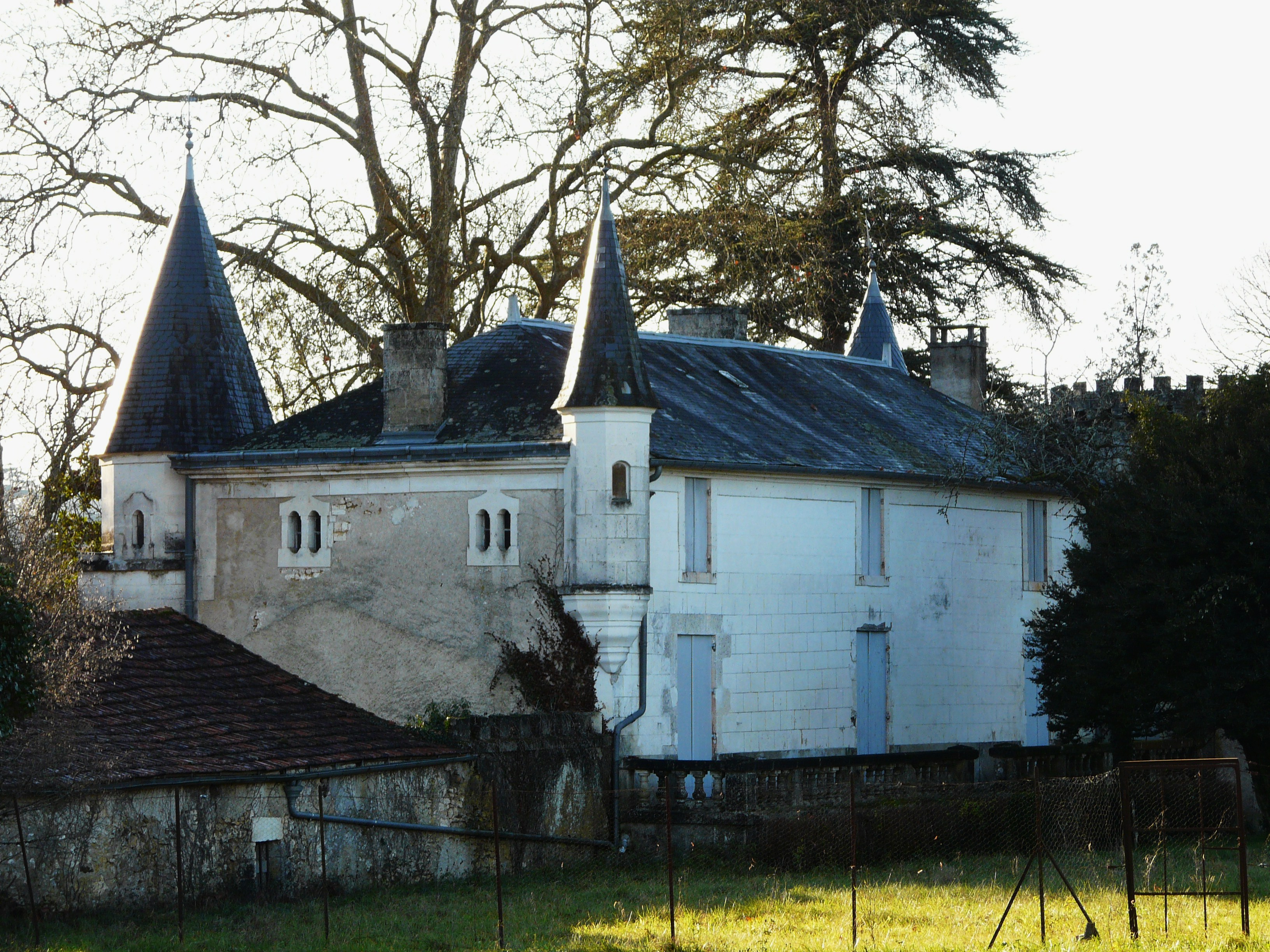
Le château des Castillères
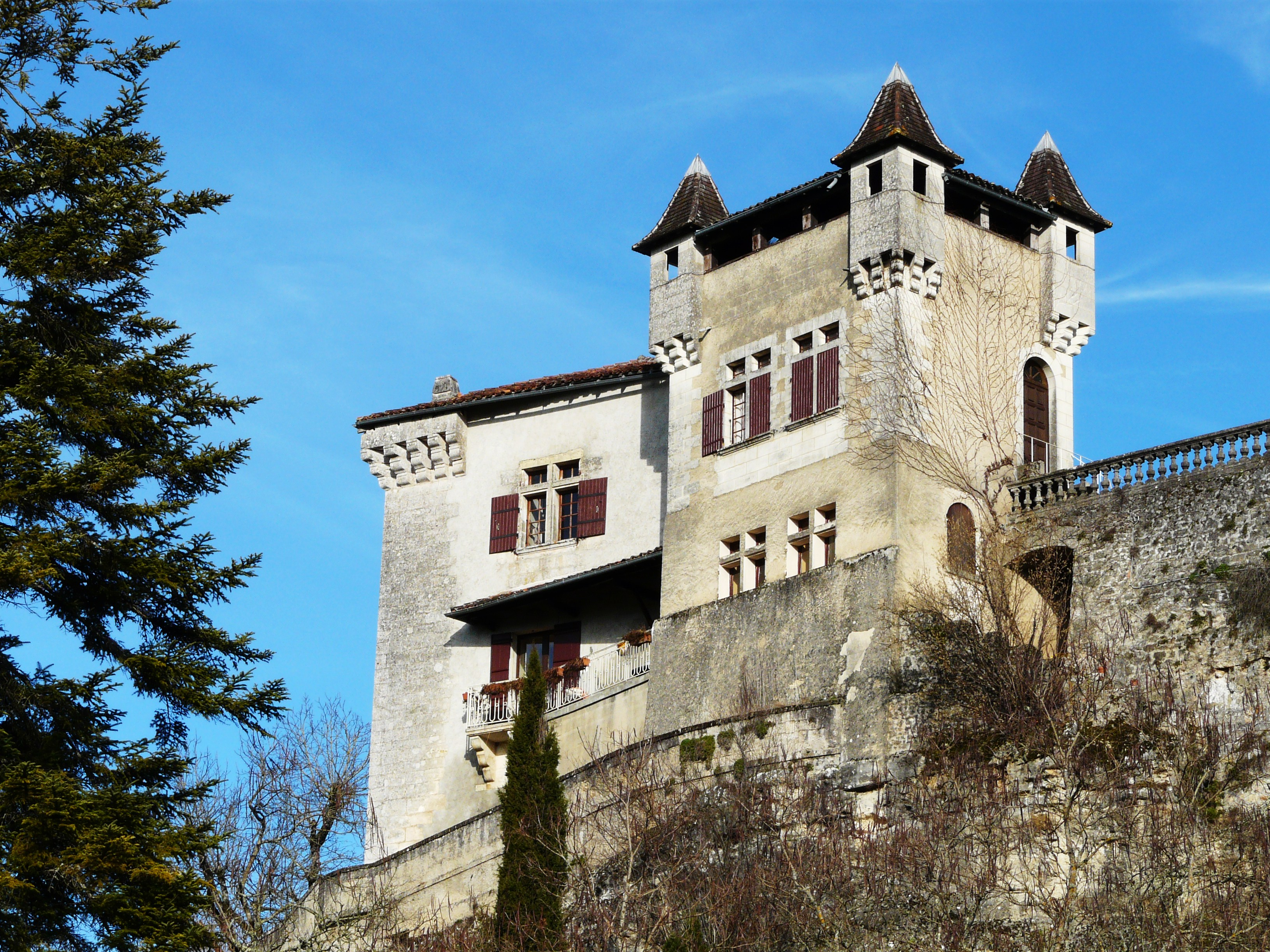
Le château de Condat
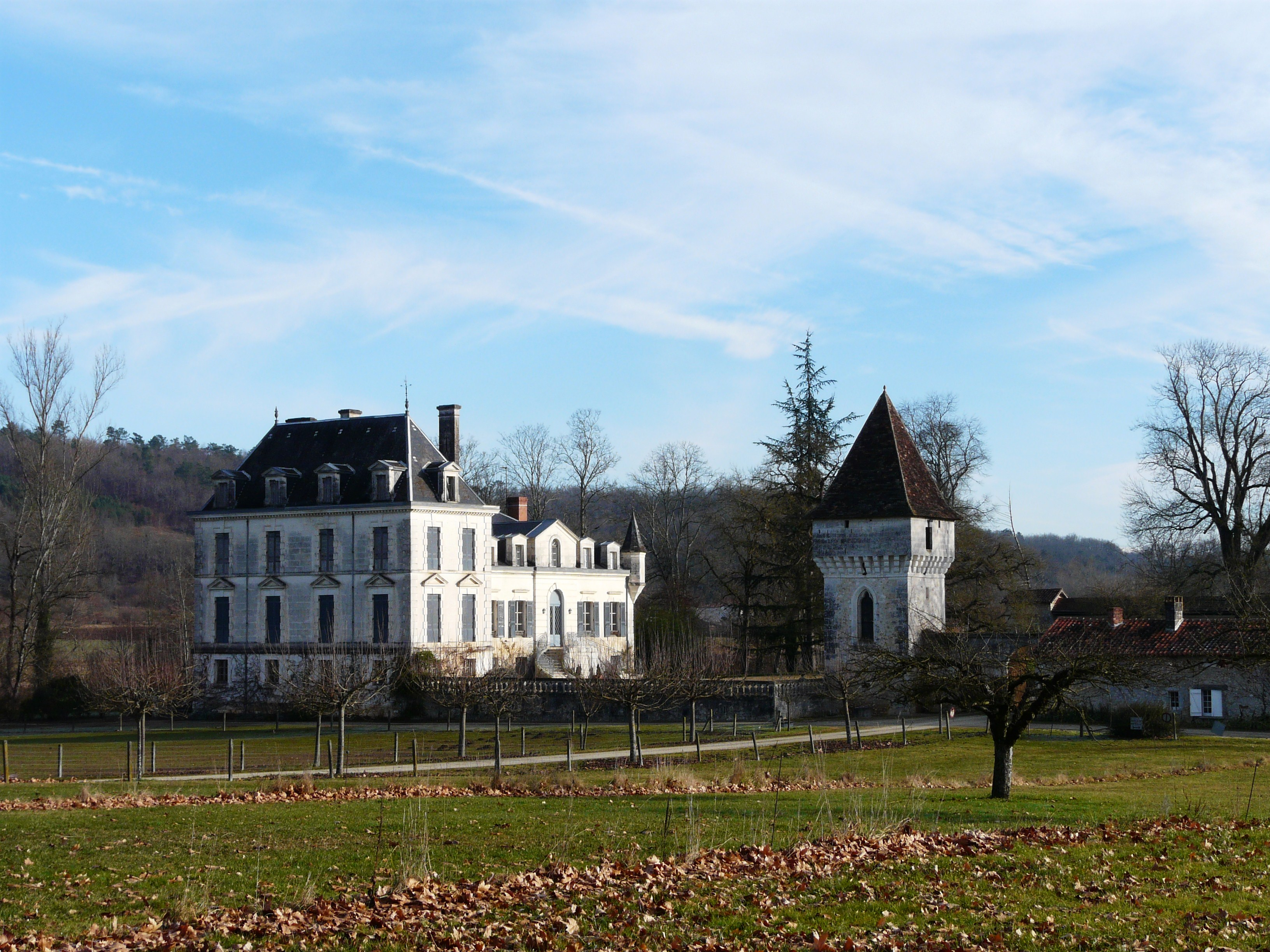
Le château de Montplaisir
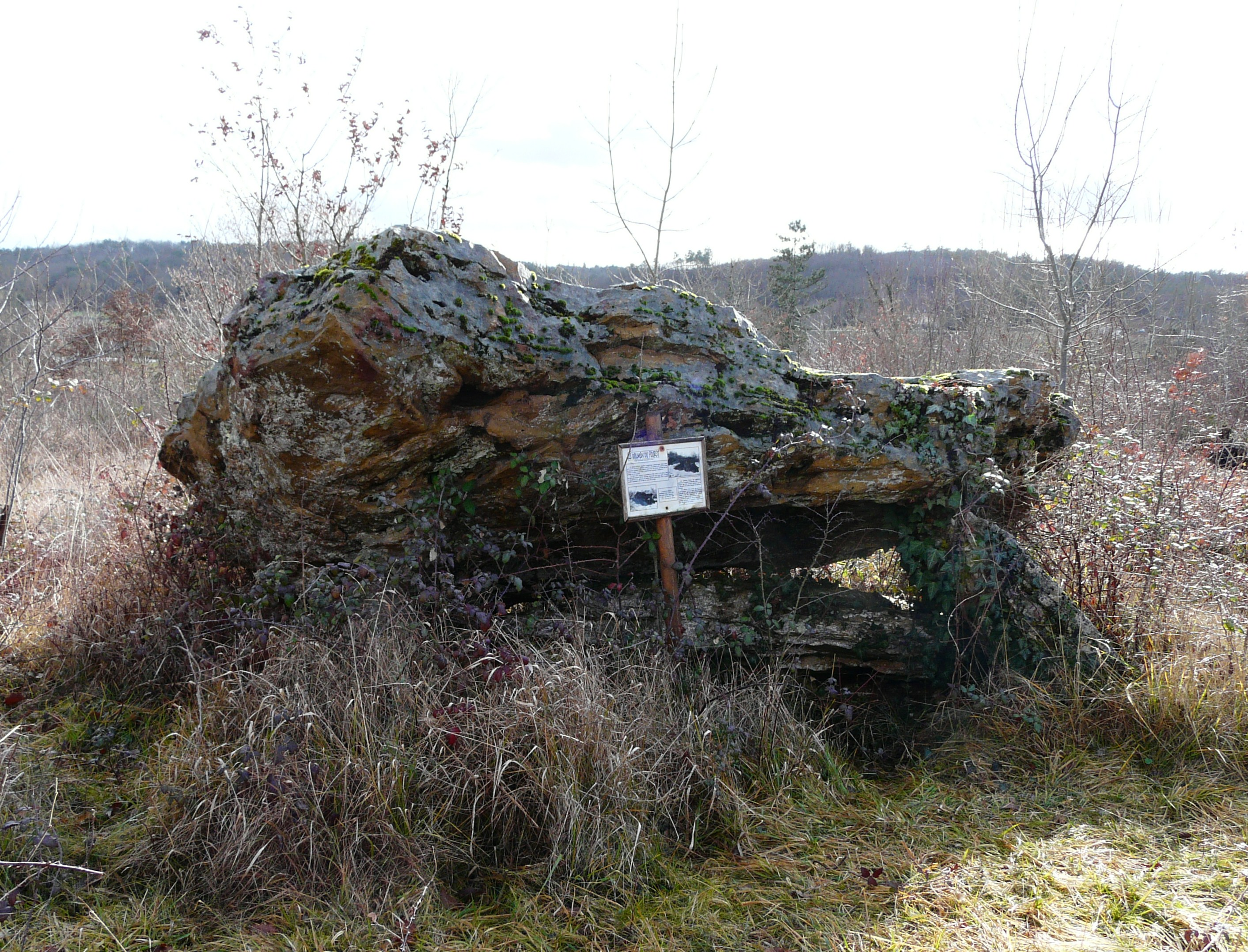
Le dolmen de Fouret

### Personnalités liées à la commune
- Henri Floury (1862-1961), libraire et éditeur d'art, y est mort.

## Pour approfondir